# 웨일스 요리

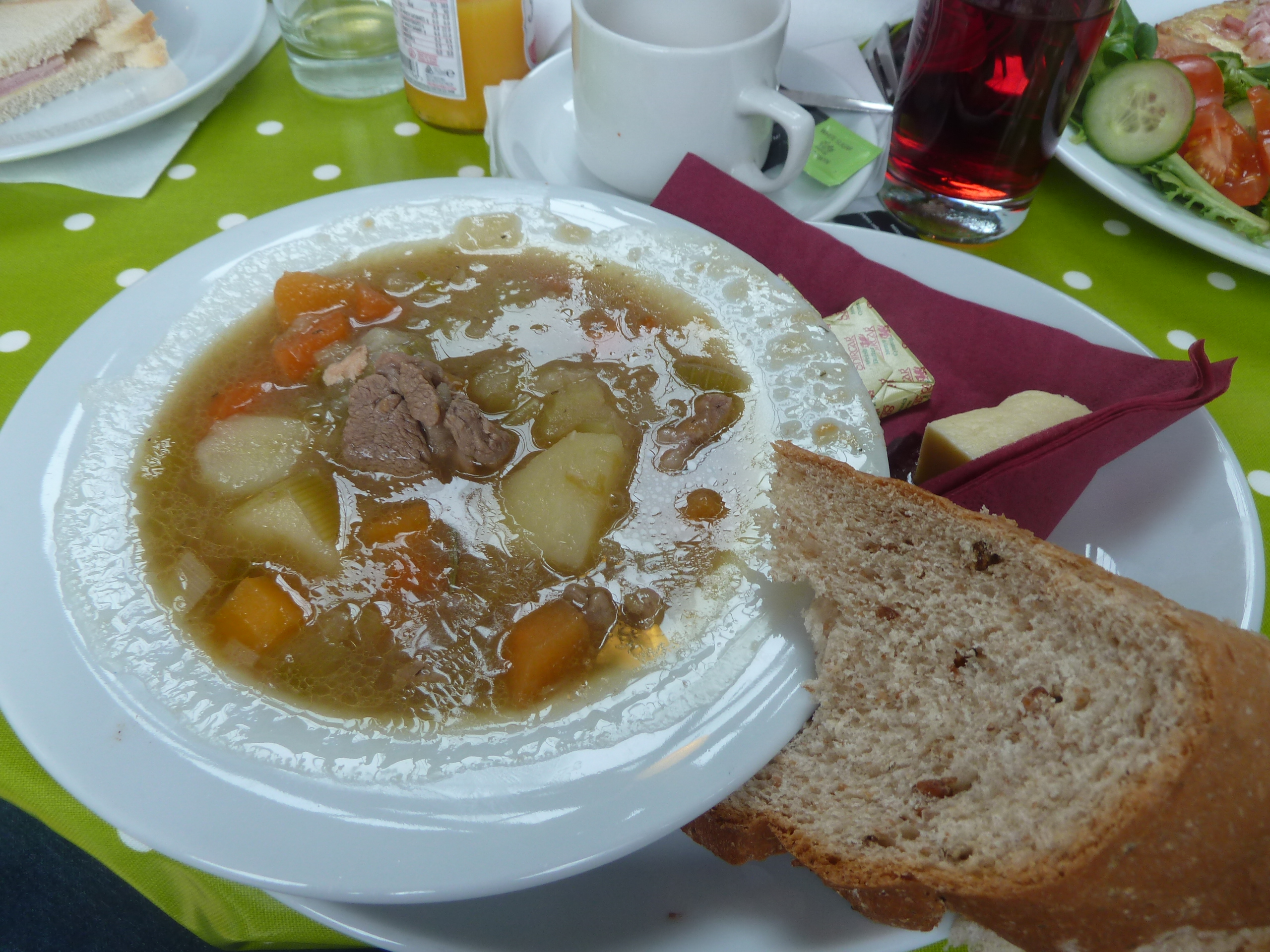
카울

웨일스 요리(Wales 料理, 웨일스어: Coginiaeth Cymru 코기니아이스 컴리, 영어: Welsh cuisine 웰시 퀴진[*])는 서유럽 영국에 있는 웨일스의 요리이다.

## 웨일스의 요리
- 바라 브리스(Bara Brith) - 얼룰덜룩한 반점이 있는 빵으로 맛이 달다. 웨일스에서 유래한 빵의 종류로서 전통적으로는 건포도나 단 과일을 섞어서 만든다.
- 카울(Cawl) - 웨일스 전통의 수프로서 양고기와 부추를 사용한다.
- 코클(Cockle) - 코클이라는 것은 새조개의 일종이다. 다양한 방식을 쓰지만 증기를 쐬서 요리한다.
- 크렘포그(Crempog) - 웨일스식의 유제품이다. 버터밀크라고 하는데 우유를 발효시킨 펜케이크와 같은 것이다.
- 글래모르간 소시지(Glamorgan sausage) - 소시지 모양으로 빵에 껴서 먹는 요리이다.
- 파래빵(Laverbread) - 웨일스 전통 빵으로 별미 중의 별미로 여겨진다. 파래나 김 따위를 곁들인다.
- 클라크스 파이(The Clark's Pie) - 국제적으로 유명한 [[파이00로서 웨일스의 수도인 카디프에서 유래하였다.

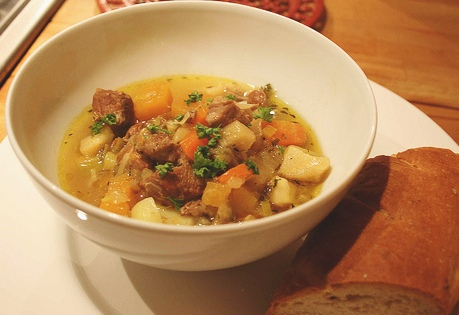
카울
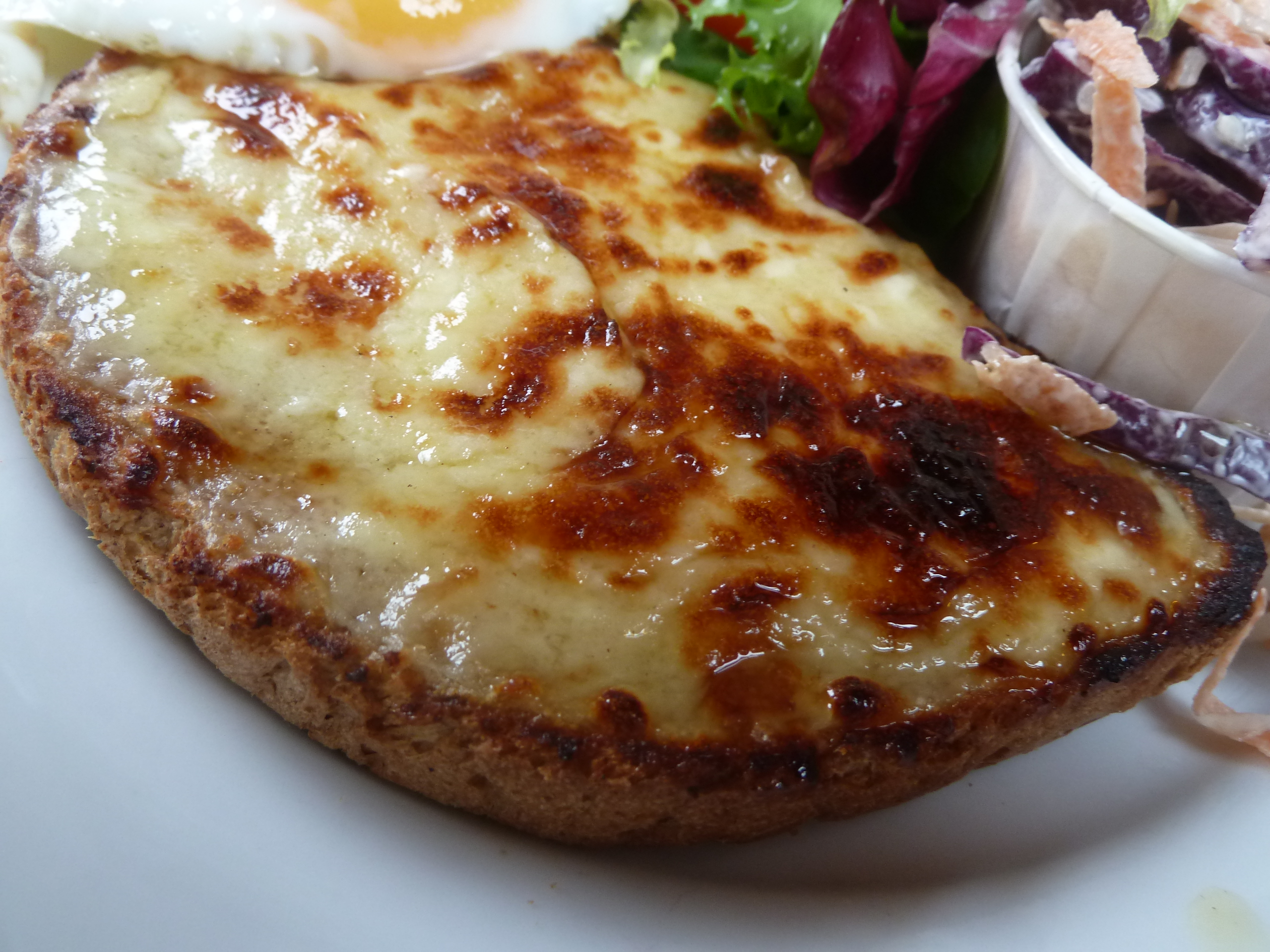
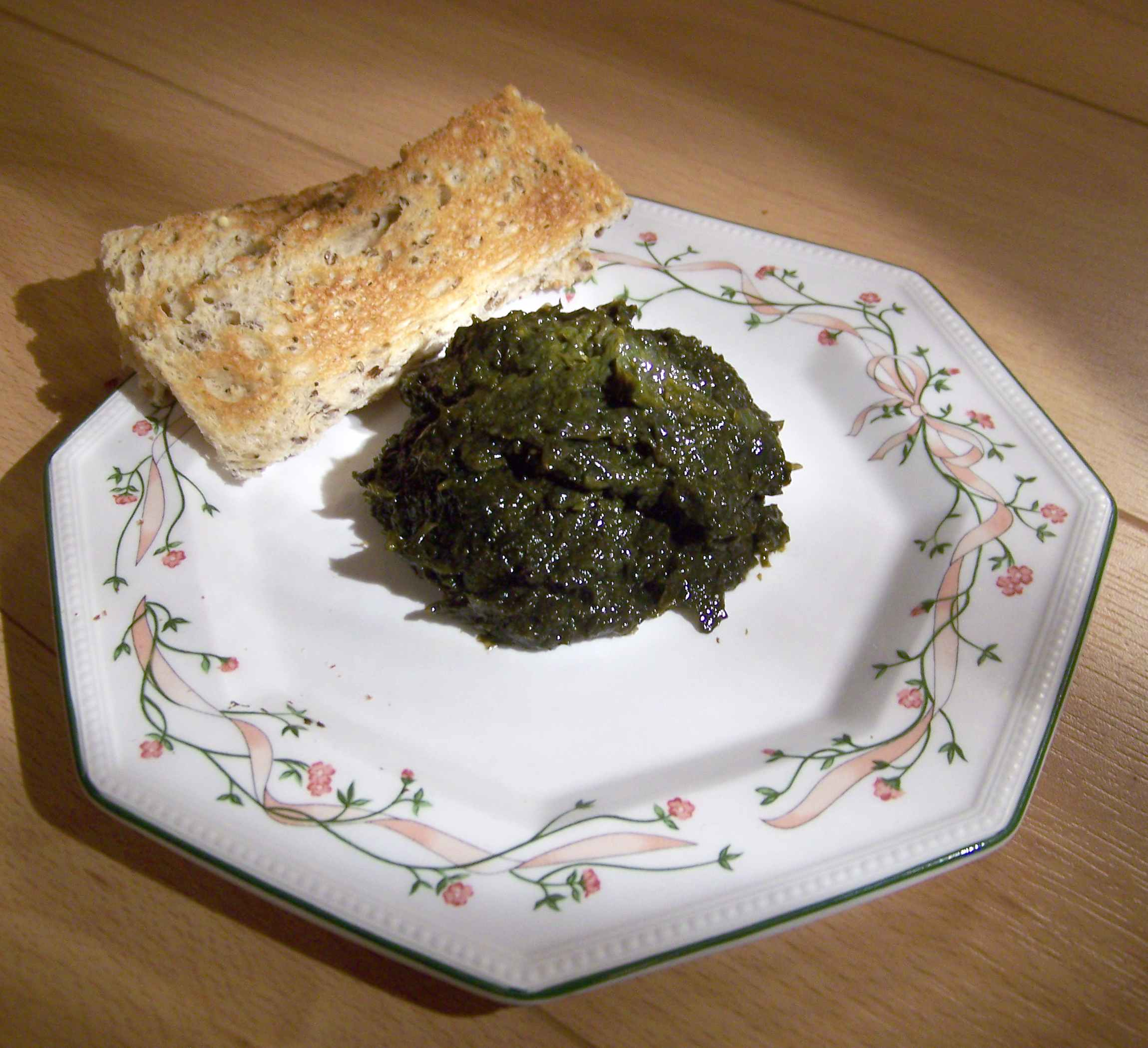
파래빵
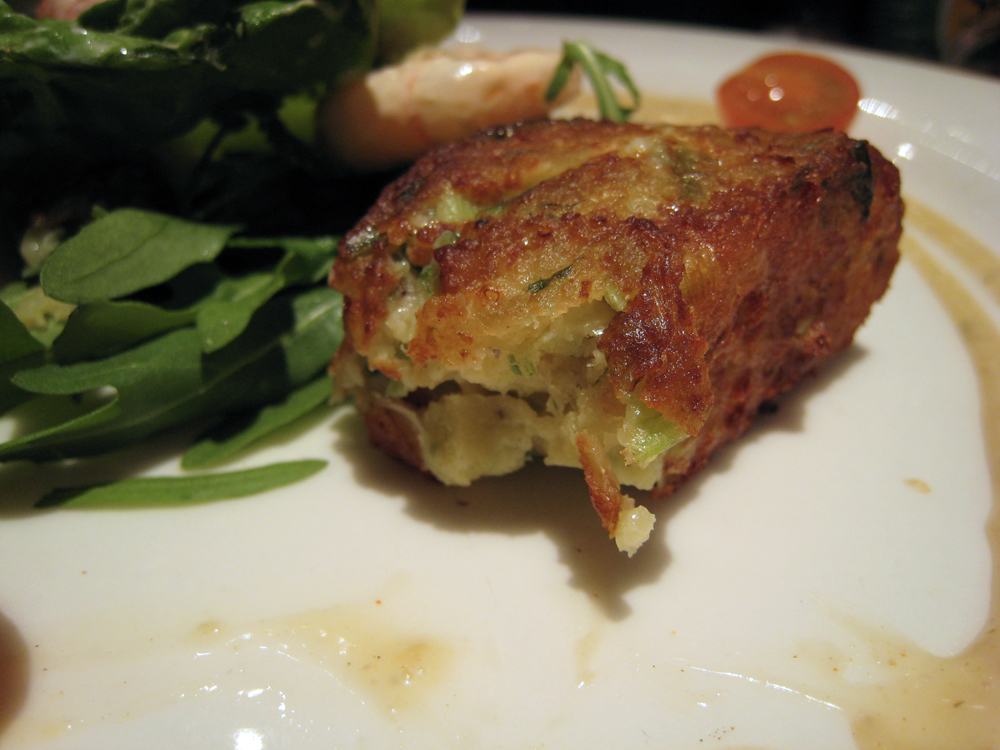
글래모르간 소시지
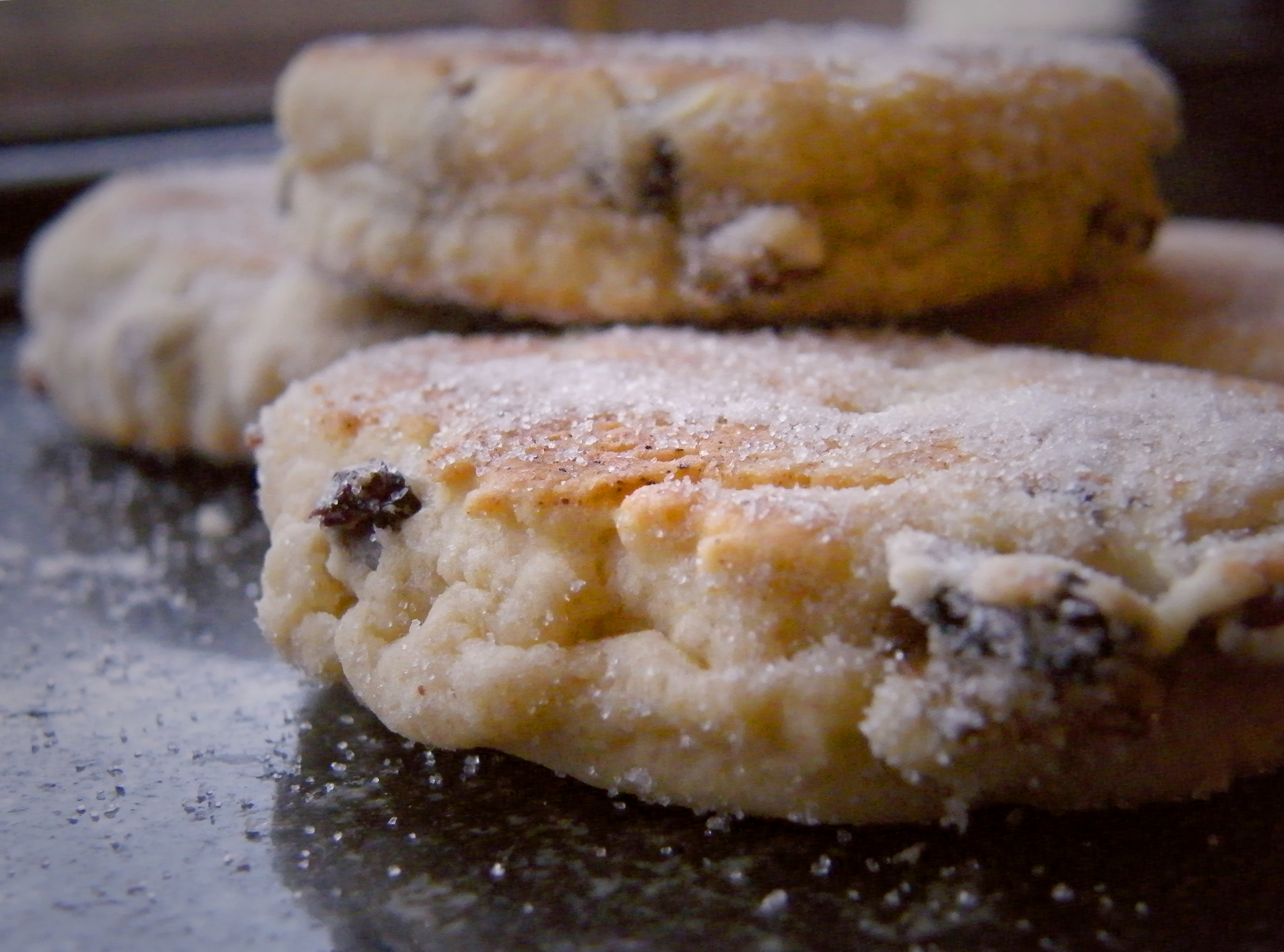
웰시 케이크
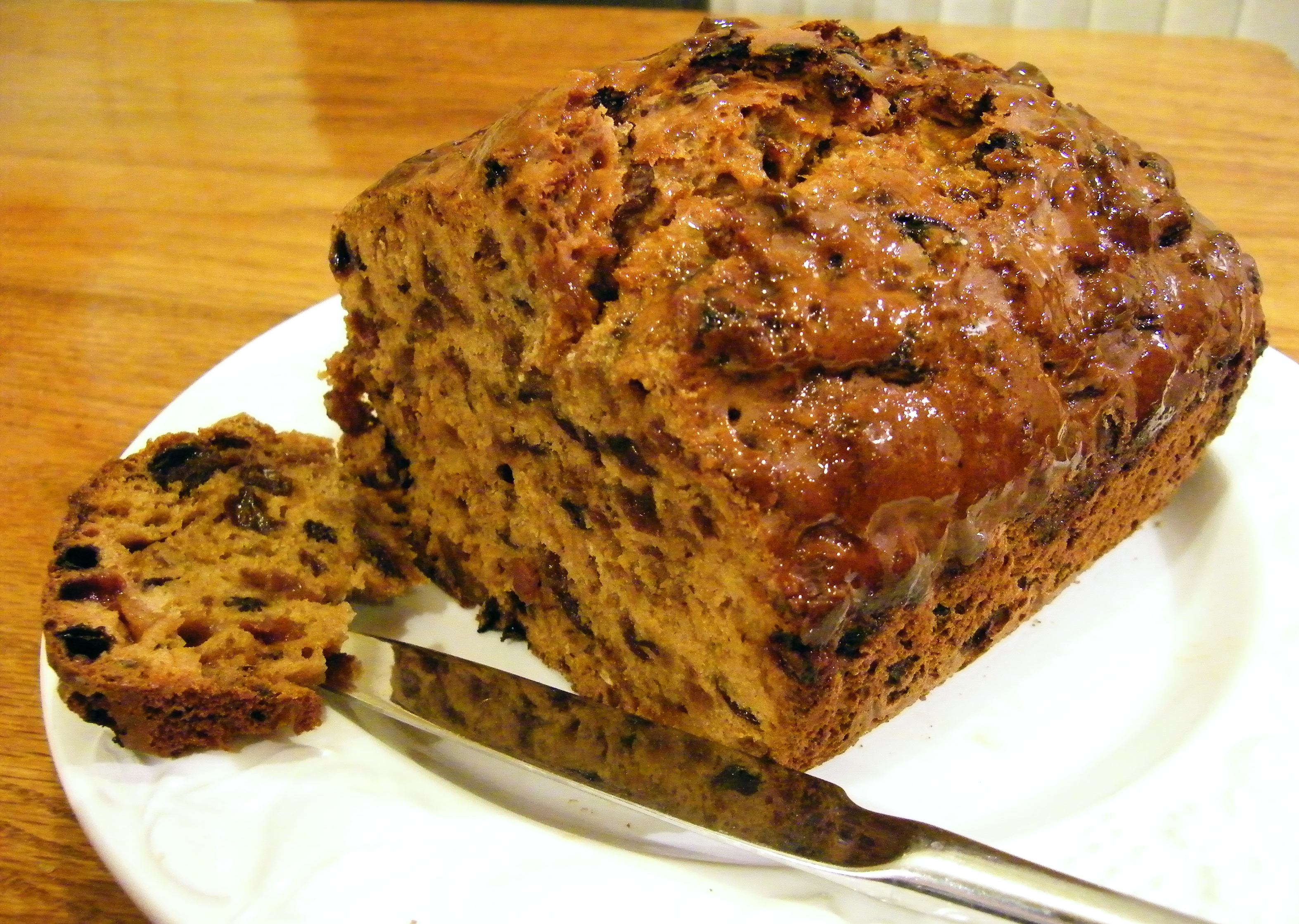
바라 브리스
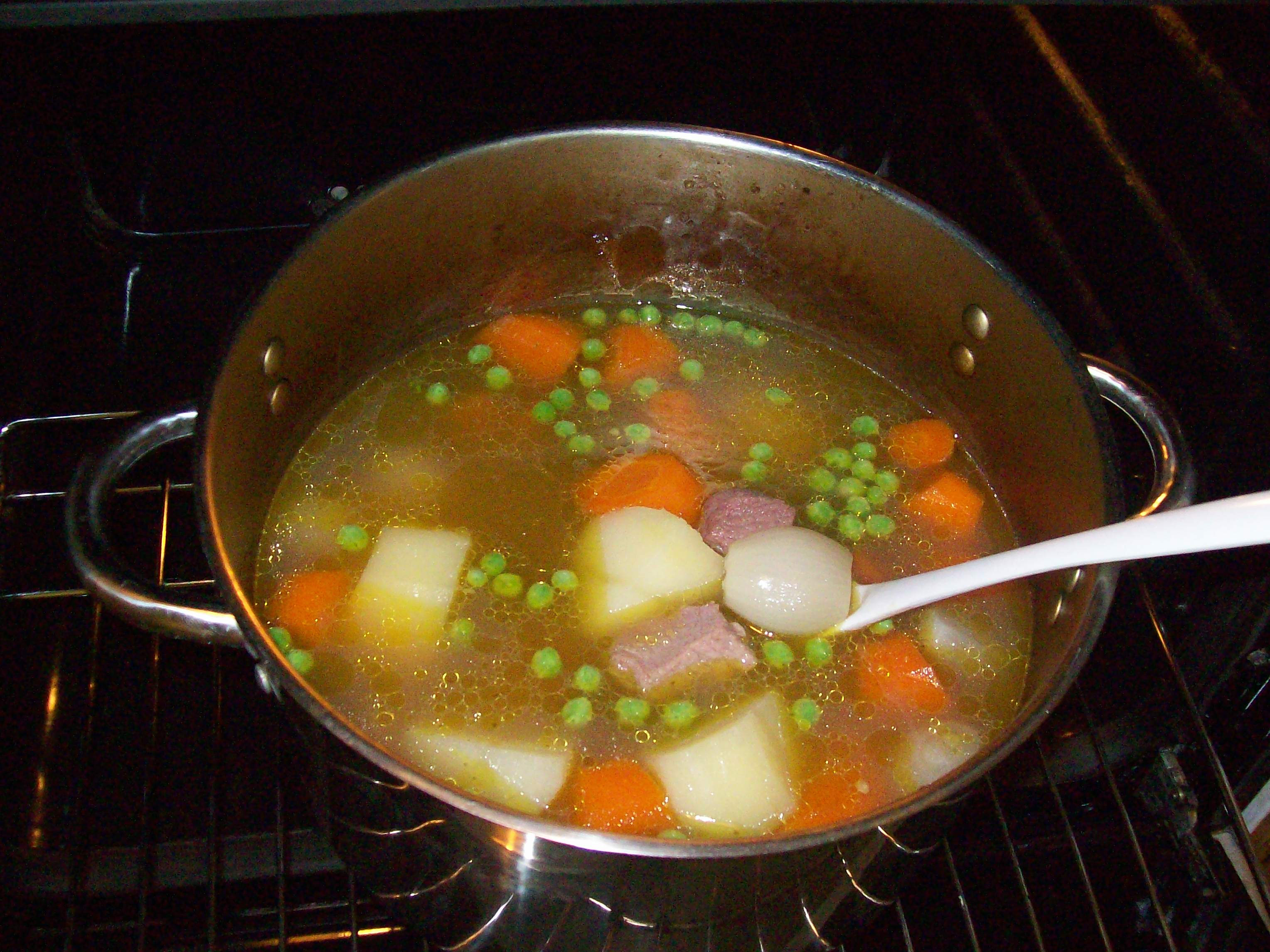
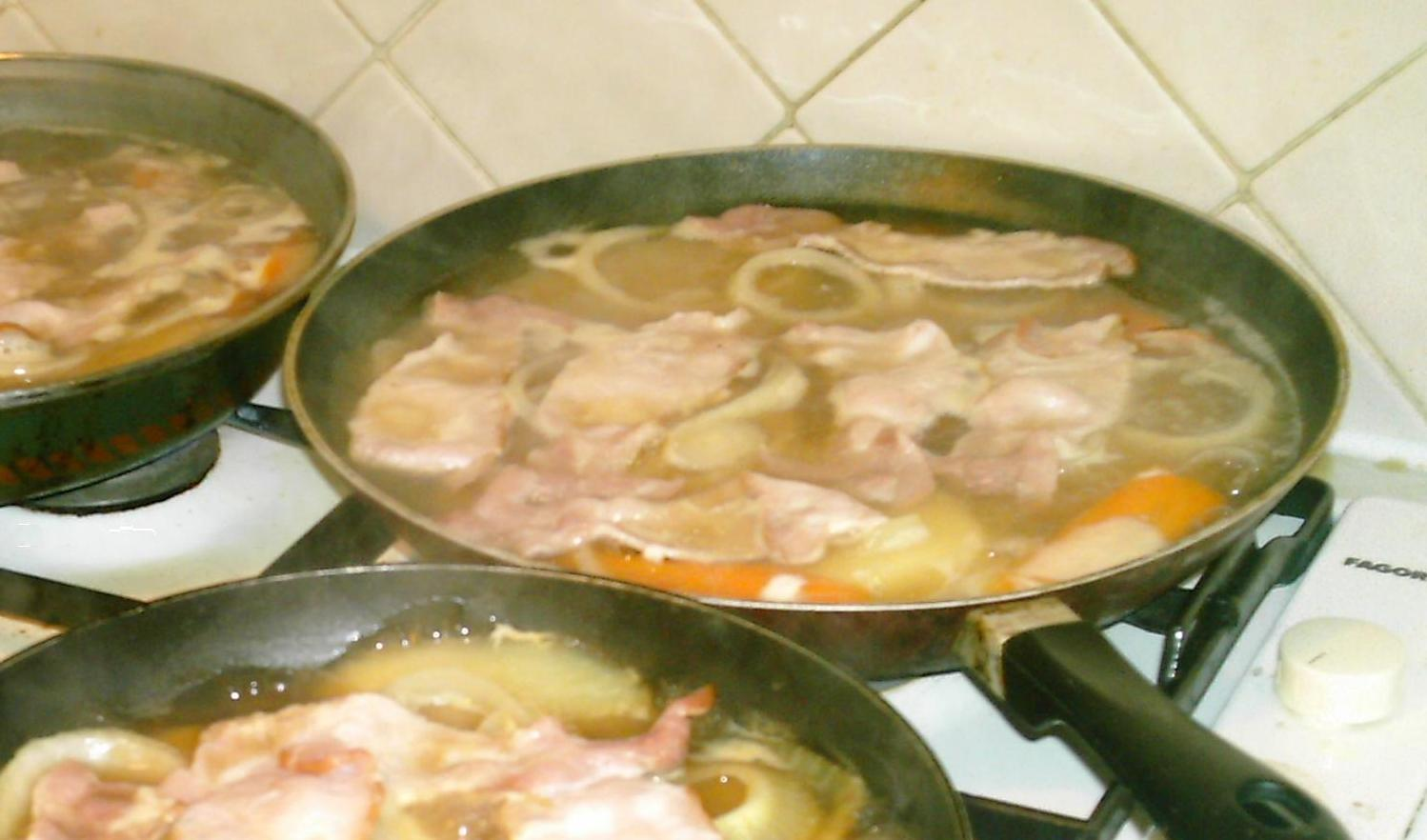

## 같이 보기
- 영국 요리